# Dolný Lopašov
Dolný Lopašov (in ungherese Alsólopassó) è un comune della Slovacchia facente parte del distretto di Piešťany, nella regione di Trnava.